# Kolej miejska

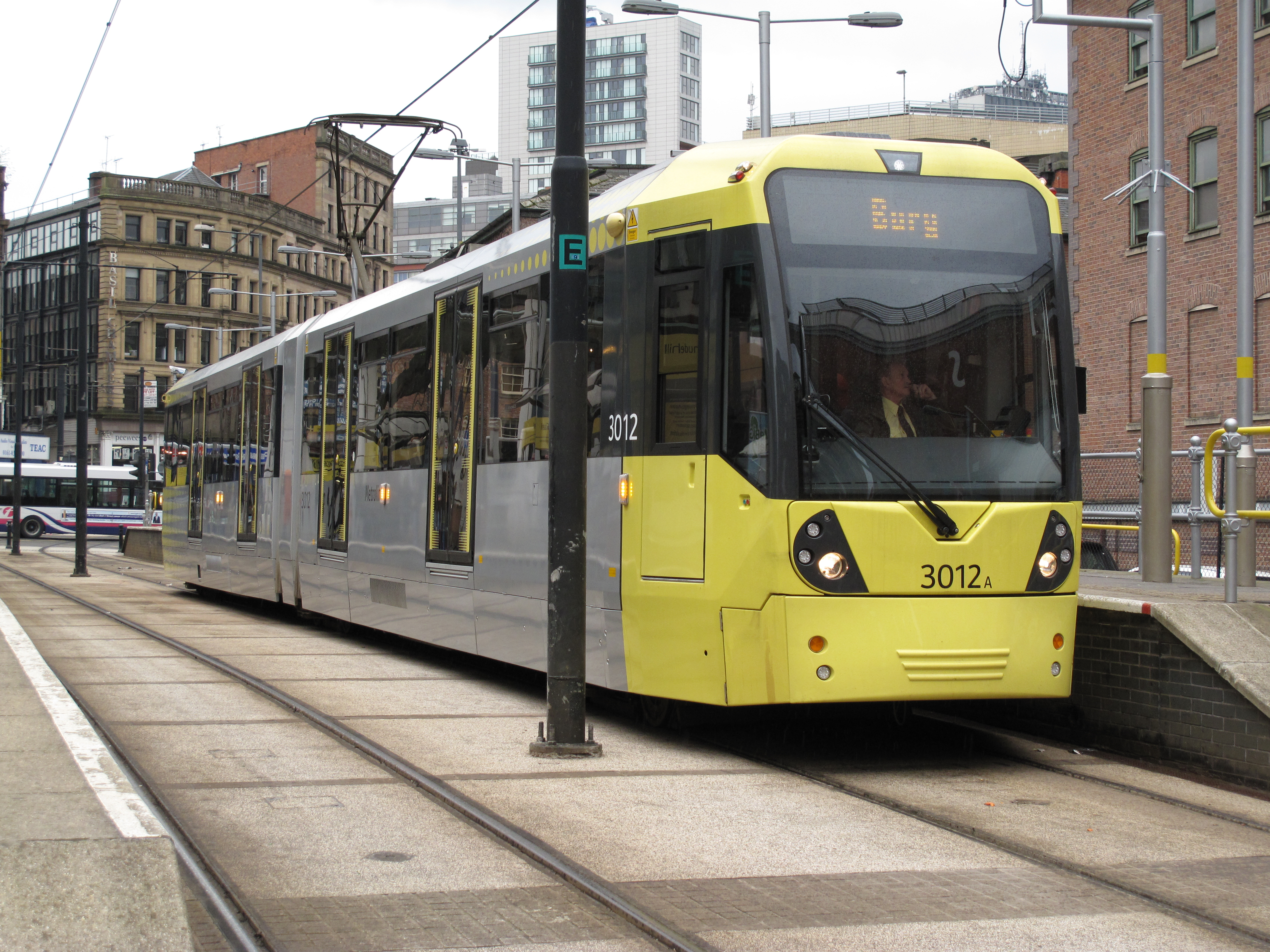
Manchester Metrolink w Wielkim Manchesterze

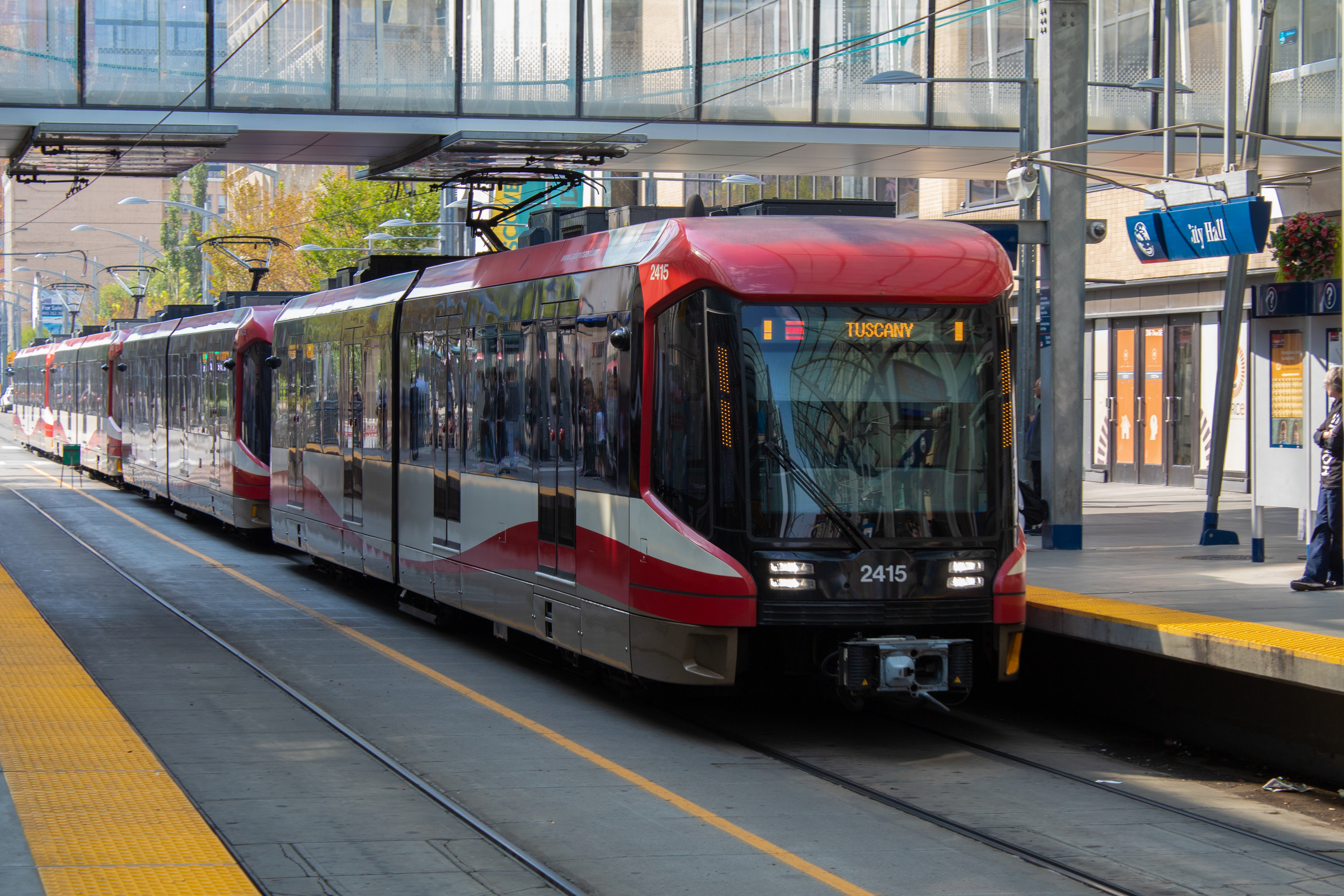
System kolei miejskiej CTrain w Calgary w Kanadzie jest trzecim pod względem wielkości w Ameryce Północnej, po Guadalajarze i Toronto

Kolej miejska (również lekka kolej) – kolej przeznaczona do transportu pasażerów, często składająca się z szynowych wagonów o napędzie elektrycznym, poruszających się pojedynczo lub w krótkich zespołach po nieruchomych podwójnych szynach. Odległość między stacjami/przystankami wynosi ogólnie mniej niż 1200 m.
W porównaniu z metrem, kolej miejska cechuje się lżejszą konstrukcją, przeznaczona jest do obsługi ruchu o mniejszym natężeniu oraz zwykle porusza się z mniejszymi prędkościami. Czasami trudno jest dokonać ścisłego rozróżnienia między koleją miejską a tramwajami. Tramwaje zazwyczaj nie są oddzielone od ruchu miejskiego, natomiast kolej miejska może być oddzielona od innych systemów ruchu. Kolejnym istotnym czynnikiem przemawiającym za lekką koleją są wyraźnie niższe koszty inwestycyjne w porównaniu z metrem. System ten nie wymaga budowy podziemnych linii metra i stacji przesiadkowych, które są bardzo kapitałochłonne. W przypadku lekkiej kolei w Helsinkach oszacowano, że koszty inwestycji będą stanowiły tylko 38% kosztów budowy metra. W ostatnich dziesięcioleciach dokonano znaczących inwestycji w lekką kolej w wielu miastach na świecie.
Według dyrektywy UE kolej lekka oznacza miejski lub podmiejski kolejowy system transportowy charakteryzujący się wytrzymałością zderzeniową C-III lub C-IV (zgodnie z EN 15227:2011) oraz maksymalną wytrzymałością pojazdu wynoszącą 800 kN (wzdłużna siła ściskająca w obszarze sprzęgu). Systemy kolei lekkiej mogą korzystać z własnego wydzielonego pasa drogowego lub dzielić go z ruchem drogowym i zazwyczaj nie dochodzi w ich ramach do wymiany pojazdów ze składami obsługującymi dalekobieżne przewozy pasażerskie lub towarowe.